# Autostrada Denali
L'autostrada Denali (Denali Highway in inglese), chiamata anche Alaska Route 8, è un'autostrada secondaria, in maggior parte sterrata, dello Stato dell'Alaska, aperta solamente in estate (da metà maggio a ottobre).

## Storia
L'autostrada, inaugurata nel 1957, è considerata la più panoramica delle strade dell'Alaska. All'epoca della sua costruzione era l'unica strada che portava al parco nazionale del Denali prima della costruzione dell'autostrada George Parks nel 1972.

## Percorso della strada
L'autostrada attraversa i seguenti borough: borough di Denali, borough di Matanuska-Susitna, Census Area di Valdez-Cordova (Unorganized Borough).
Tracciato della strada:
| Borough                                              | Mile | Km dall'inizio | Località | Coordinate                   |  |
| ---------------------------------------------------- | ---- | -------------- | --- | ---------------------------- |  |
| Borough di Denali                                    | 0    | 0              | Cantwell, intersezione con l'autostrada George Parks (qui inizia l'autostrada) | 63°23′17″N 148°54′01″W       |  |
| Borough di Denali                                    | 17   | 28             | La strada costeggia il fiume Nenana | 63°22′23″N 148°22′37″W       |  |
| Borough di Denali                                    |      |                | In questa parte del percorso l'autostrada attraversa uno dei bacini di drenaggio del fiume Susitna                                                                                           | Circa 63°22′30″N 148°22′40″W |  |
| Borough di Matanuska-Susitna                         | 54   | 87             | Attraversamento del fiume Susitna | 63°06′18″N 147°31′17″W       |  |
| Borough di Matanuska-Susitna                         | 66   | 106            | Un aeroporto ("Clearwater Airport") e un posto ristoro ("Alpine Creek Lodge") ai piedi delle Denali Clearwater Mountains                                                                     | 63°02′01″N 147°10′41″W       |  |
| Borough di Matanuska-Susitna                         |      |                | In questa parte del percorso l'autostrada è possibile vedere i monti della catena dell'Alaska (Hayes (4.175 m s.l.m.), Hess (3.639 m s.l.m.) e Deborah (3.867 m s.l.m. e relativi ghiacciai) | Circa 63°15′23″N 147°49′22″W |  |
| Census Area di Valdez-Cordova (Unorganized Borough). | 90   | 145            | Negli ultimi 72 km la strada attraversa i "Monti dell'Anfiteatro" | Circa 63°07′24″N 146°27′58″W |  |
| Census Area di Valdez-Cordova (Unorganized Borough). | 93   | 149            | Attraversamento del fiume Maclaren con vista (a nord) del ghiacciaio Maclaren | 63°07′14″N 146°31′46″W       |  |
| Census Area di Valdez-Cordova (Unorganized Borough). | 100  | 161            | "Summit Maclaren", il punto più alto del percorso 1.245 m s.l.m. | Circa 63°05′10″N 146°23′00″W |  |
| Census Area di Valdez-Cordova (Unorganized Borough). |      |                | In questa parte del percorso l'autostrada attraversa uno dei bacini di drenaggio (i laghi Tangle e il fiume Gulkana) del fiume Copper che comunque nasce nei Monti Wrangell                  | Circa 63°02′57″N 146°03′16″W |  |
| Census Area di Valdez-Cordova (Unorganized Borough). | 115  | 185            | Laghi Tangle (posto ristoro e carburante) | 63°03′11″N 145°58′44″W       |  |
| Census Area di Valdez-Cordova (Unorganized Borough). | 135  | 217            | Paxson, intersezione con l'autostrada Richardson (qui finisce l'autostrada) | 63°01′48″N 145°30′00″W       |  |

(Non sempre le foto corrispondono esattamente alla località indicata)

## Viabilità
La strada pur non essendo pavimentata è percorribile con un'auto da turismo normale; tuttavia il fondo ghiaioso, i tornanti, le salite e le discese ne limitano la velocità massima a circa 50 km/ora. Inoltre la manutenzione è ridotta al minimo. Soltanto i primi 34 km orientali e quelli più occidentali (4,2 km) sono pavimentati. Per la completa percorrenza della strada occorrono dalle 6 - 8 ore. Questo naturalmente durante il periodo estivo, quando è aperta al traffico civile. Non sempre è possibile trovare rifornimento per l'auto durante il percorso per cui è consigliabile fare carburante a Cantwell o a Paxson.

## Turismo
La Denali Highway ha senso solamente da un punto di vista turistico. La quota media della strada è sui 1000 m s.l.m. quindi corre all'altezza più o meno del limite della vegetazione arborea. Lambisce per tutto il suo percorso le colline pedemontane della Catena dell'Alaska meridionale e attraversa valli di origine glaciale alla cui sommità sono situati enormi ghiacciai. Il paesaggio specialmente nella parte centrale è simile alla tundra alpina. Le vie fluviali sono composte da diversi canali che si intrecciano fra di loro. Molti sono i sentieri che si diramano dalla sede stradale (ma sono poco segnalati), inoltre presso i laghi Tangle iniziano diversi percorsi per canoisti che a valle si immettono nel fiume Gulkana.